# Xander Corvus
Xander Corvus, nombre artístico de Mychael Burns (Columbus, Ohio; 18 de noviembre de 1988), es un actor pornográfico y director estadounidense.

## Biografía
Mychael nació y se crio en lo que él describe como "un vecindario muy peligroso" en Columbus, Ohio. Después de que su madre se convirtió al cristianismo, comenzó a cuestionar la religión y, siendo muy crítico con la fe cristiana, se identifica como mestizo: su madre es blanca y su padre es negro.
Originalmente buscó una carrera como actor convencional, apareciendo en un episodio de Zoey 101. Para el año 2010, luchó por encontrar trabajo y decidió entrar en el Cine pornográfico, desde sus inicios como actor pornográfico, grabó 1700 videos. Trabajó para Brazzers, Reality Kings, Digital Playground

## Vida personal
Estuvo en pareja con la actriz pornográfica Lily Lane hasta diciembre de 2018. En una entrevista con XBIZ, donde habló sobre sus problemas con el alcoholismo, según el, su experiencia fue "mala" y también señaló que estaba engordando y enfermándose todo el tiempo. En Twitter, Corvus esta sobrio desde el 10 de febrero de 2016.

## Premios
- 2011 XRCO Award — New Stud[1]
- 2012 AVN Award — Best Male Newcomer[2]
- 2012 AVN Award — Best Supporting Actor — Star Trek: The Next Generation - A XXX Parody[2]
- 2012 XBIZ Award — New Male Performer of the Year[3]
- 2012 XBIZ Award — Supporting Acting Performance of the Year (Male) — Horizon[3]
- 2013 XBIZ Award — Best Scene (Couples-Themed Release) — A Mother's Love 2 (with Lucky Starr)[4]
- 2013 XCritic Fans Choice Award — Best Actor: Feature — Love, Marriage & Other Bad Ideas[5]
- 2014 AVN Award — Best Supporting Actor — Underworld[6]
- 2015 AVN Award — Best Supporting Actor — Holly…Would[7]
- 2015 XBIZ Award — Best Actor (Couples-Themed Release) — The Sexual Liberation of Anna Lee[8]
- 2016  XBIZ Award —Best Sex Scene — Couples-Themed Release — My Sinful Life
- 2017  XBIZ Award — Best Actor — Feature Release — The Preacher's Daughter
- 2017  XBIZ Award — Best Sex Scene — Couples-Themed Release – The Switch